# Olympische Winterspiele 1998/Teilnehmer (Australien)
| Gelbes Symbol für Goldmedaillen mit stilisierten Olympischen Ringen | Graues Symbol für Silbermedaillen mit stilisierten Olympischen Ringen | Braundes Symbol für Bronzemedaillen mit stilisierten Olympischen Ringen |
| ------------------------------------------------------------------- | --------------------------------------------------------------------- | ----------------------------------------------------------------------- |
| —                                                                   | —                                                                     | 1                                                                       |

Australien nahm an den Olympischen Winterspielen 1998 im japanischen Nagano mit 23 Athleten (8 Frauen und 15 Männern) in acht Sportarten teil.
Seit 1936 war es die 14. Teilnahme eines australischen Teams bei Olympischen Winterspielen.

## Flaggenträger
Der Shorttracker Richard Nizielski trug die Flagge Australiens während der Eröffnungsfeier im Olympiastadion.

## Medaillen
Mit einer gewonnenen Bronzemedaille belegte das australische Team Platz 22 im Medaillenspiegel.

### Bronze
Die Skirennläuferin Zali Steggall gewann die Bronzemedaille im Slalom.

## Teilnehmer nach Sportarten

### Biathlon
Frauen
- Kerryn Rim
7,5 km Sprint: 47. Platz (25:49,1 min)
15 km Einzel: 43. Platz (1:01:38,1 h)

### Bob
Männer, Zweier
- Jason Giobbi, Adam Barclay (AUS-1)
22. Platz (3:41,60 min)

Männer, Vierer
- Jason Giobbi, Scott Walker, Ted Polglaze, Adam Barclay (AUS-1)
23. Platz (2:44,88 min)

### Eiskunstlauf
Männer
- Anthony Liu
25. Platz (nicht für die Kür qualifiziert)

Frauen
- Joanne Carter
12. Platz (17,5)

Paare
- Danielle Carr & Stephen Carr
13. Platz (20,5)

### Freestyle-Skiing
Männer
- Adrian Costa
Buckelpiste: 21. Platz (in der Qualifikation ausgeschieden)

- Jonathan Sweet
Springen: Wettkampf nicht beendet

Frauen
- Maria Despas
Buckelpiste: 23. Platz (in der Qualifikation ausgeschieden)

- Jacqui Cooper
Springen: 23. Platz (in der Qualifikation ausgeschieden)

- Kirstie Marshall
Springen: 14. Platz (in der Qualifikation ausgeschieden)

### Shorttrack
Männer
- Steven Bradbury
500 m: 19. Platz (im Vorlauf ausgeschieden)
1000 m: 21. Platz (im Vorlauf ausgeschieden)
5000-m-Staffel: 8. Platz (7:15,907 min)

- Kieran Hansen
5000-m-Staffel: 8. Platz (7:15,907 min)

- Richard Goerlitz
5000-m-Staffel: 8. Platz (7:15,907 min)

- Richard Nizielski
5000-m-Staffel: 8. Platz (7:15,907 min)

Frauen
- Janet Daly
500 m: 27. Platz (im Vorlauf ausgeschieden)
1000 m: 29. Platz (im Vorlauf ausgeschieden)

### Ski Alpin
Frauen
- Zali Steggall
Slalom: Bronze  (1:32,67 min)

### Skilanglauf
Männer
- Anthony Evans
10 km klassisch: 66. Platz (31:12,7 min)
15 km Verfolgung: 55. Platz (47:43,4 min)
30 km klassisch: 51. Platz (1:45:26,3 h)
50 km Freistil: 48. Platz (2:21:44,4 h)

- Paul Gray
10 km klassisch: 88. Platz (34:45,1 min)
15 km Verfolgung: Rennen nicht beendet
50 km Freistil: 59. Platz (2:29:08,2 h)

### Snowboard
Männer
- Zeke Steggall
Riesenslalom: 27. Platz (im 1. Lauf ausgeschieden)